# Principe variationnel d'Ekeland
Cet article concerne le théorème d'analyse mathématique. Pour les principes variationnels en physique, voir Principe variationnel.
Le principe variationnel d'Ekeland est un théorème d'analyse mathématique, découvert par Ivar Ekeland,,, qui garantit l'existence de solutions presque optimales à certains problèmes d'optimisation.
Il peut être utilisé lorsque l'espace métrique des variables du problème d'optimisation n'est pas compact — ce qui empêche d'appliquer le théorème de Bolzano-Weierstrass — mais seulement complet.
Sa forme faible permet de démontrer rapidement le théorème du point fixe de Caristi. De plus, cette propriété des espaces complets les caractérise (parmi les espaces métriques).

## Énoncé
Soient :
- (X, d) un espace métrique complet,
- f : X → [0, +∞] une application semi-continue inférieurement et non constamment égale à +∞,
- ε un réel strictement positif et
- x un point de X tel que f(x) ≤ ε + inf(f(X)).

Alors, pour tout δ > 0, il existe un point y de X tel que :
- {\displaystyle f(y)\leq f(x),}
- {\displaystyle d(x,y)\leq \delta {\text{ et}}}
- {\displaystyle \forall z\in X\setminus \{y\}\quad f(z)>f(y)-{\varepsilon  \over \delta }d(y,z).}

## Variantes
L'énoncé usuel ci-dessus équivaut à son cas particulier ε = δ = 1 (en remplaçant f par f/ε et d par d/δ), ainsi qu'aux quatre variantes suivantes. Il est commode, pour formuler et démontrer tous ces théorèmes, d'associer à f le préordre ≼ défini par : u ≼ v ⇔ f(u) + d(u, v) ≤ f(v).

Soient (X, d) un espace métrique complet et f : X → [0, +∞] une application semi-continue inférieurement et non constamment égale à +∞.
1. Tout point de X possède un ≼-minorant ≼-minimal,,.
2. Tout point de X dont l'image par f est inférieure ou égale à 1 + inf(f(X)) possède un ≼-minorant ≼-minimal.
3. « Forme faible » — Il existe dans X un élément ≼-minimal dont l'image par f est inférieure ou égale à 1 + inf(f(X)).
4. Il existe dans X un élément ≼-minimal.

## Démonstrations
Dans les variantes ci-dessus, on a évidemment 1 ⇒ 2, 3 ⇒ 4 et, en notant 2½ la version ε = δ = 1 de l'énoncé usuel, 2 ⇒ 2½ et 2½ ⇒ 3.
- Preuve de 1[6] : à partir de y0 = x, on définit par récurrence une suite (yn), en notant Fn l'ensemble des ≼-minorants de yn et en choisissant dans Fn un point yn+1 tel que f(yn+1) ≤ 1/(n + 1) + inf(f(Fn)). L'unique point y commun aux fermés Fn est alors solution.
- 4 ⇒ 1, en changeant d'espace : le sous-espace des ≼-minorants d'un point arbitraire de X est fermé donc complet.
- Si X vérifie 3 (ou même seulement 4) pour toute application f comme dans l'énoncé, alors il est complet[11],[6] : soit (yn) une suite de Cauchy dans X. L'application f définie sur X par f(x) = 2 limn→∞ d(yn, x) est uniformément continue. Soit y minimal pour l'ordre ≼ associé à f. Pour tout entier naturel m, f(ym) + d(ym, y) ≥ f(y) donc par passage à la limite, 0 + f(y)/2 ≥ f(y), par conséquent f(y) = 0, autrement dit (yn) converge vers y.